# 花
Pour les articles homonymes, voir Hua et Hana.
花 est un caractère chinois issu du chinois archaïque. Il est prononcé huā en mandarin, et peut signifier :
- le nom commun : fleur ;
- le verbe : dépenser ;
- l'adjectif : coloré, orné de motifs.

Il était également utilisé autrefois en coréen et vietnamien et l'est toujours en japonais.
En japonais, 花 (fleur) est un kanji. Il fait partie des kyōiku kanji et est étudié en 1re année.
Il se lit か (ka) en lecture on et はな (hana) en lecture kun.

## Usages en japonais
- Exemple : 花火 (hanabi), feu d'artifice, utilise le kanji 火 (« feu », ひ [hi] dans la prononciation kun). Un feu d'artifice est donc littéralement une « fleur de feu ».
- Exemple : 生け花 (ikebana) est un art floral traditionnel.